# Himalcoelotes xizangensis
Himalcoelotes xizangensis là một loài nhện trong họ Amaurobiidae.
Loài này thuộc chi Himalcoelotes. Himalcoelotes xizangensis được Hsen Hsu Hu miêu tả năm 1992.